# My Dream
My Dream é uma canção escrita por Jason Paul Cassar e Sunny Aquilina, e interpretada por Thea Garrett, que foi seleccionada para representar Malta no Festival Eurovisão da Canção 2010, a 20 de fevereiro de 2010, na Noruega.